# Itaxia
Itaxia is een geslacht van weekdieren uit de klasse van de Gastropoda (slakken).

## Soorten
- Itaxia falklandica (Eliot, 1907)